# Service d'identification du département politique
Le service d'identification du département politique (en allemand, politische Abteilung Erkennungsdienst) du camp d'Auschwitz est un kommando d'officiers SS et de prisonniers qui photographient les événements du camp, les visites de dignitaires et les travaux de construction, pour le compte du commandant du camp Rudolf Höss, en Pologne occupée par le Troisième Reich, pendant la Seconde Guerre mondiale et la Shoah.
L'Erkennungsdienst réalise des photographies de détenus, y compris lors des gazages, des expériences, des tentatives d'évasion, des suicides. Il compile les portraits de prisonniers enregistrés.
Dirigé par son directeur, le SS-Hauptscharführer Bernhard Walter, et son directeur adjoint, SS-Unterscharführer Ernst Hofmann, l'Erkennungsdienst réalise les 193 photographies connues sous le nom d'album d'Auschwitz, qui comprend des images de Juifs hongrois à l'été 1944, juste avant qu'ils ne soient assassinés.

## Emplacement et personnel

### Personnel SS
Établi par Rudolf Höss en décembre 1940 ou janvier 1941, l'Erkennungsdienst est alors situé au rez-de-chaussée du bloc 26 à Auschwitz I, où se trouvent un studio et une chambre noire.
Bernhard Walter dirige l'Erkennungsdienst. Né le 27 avril 1911 à Fürth, en Bavière, il rejoint les SS à 22 ans, le 2 mai 1933 (sous le numéro 104168). Il est assigné au 2e régiment Totenkopf de Brandebourg au camp de concentration de Sachsenhausen, où il travaille avec Höss. Transféré à Auschwitz en 1941, il dirige le service d'identification du 1er janvier 1941 au 18 janvier 1945. Après Auschwitz, il est transféré au camp de concentration de Mittelbau-Dora .
Ernst Hofmann devient directeur adjoint du service le 16 mai 1941. Parmi les autres membres du personnel, on connaît le SS-Unterscharführer Alfred Schmidt et le SS-Rottenführer Wenzel Leneis.

### Détenus
Certains prisonniers sont affectés à l'Erkennungsdienst en tant que photographes et opérateurs. Franz Maltz, un détenu allemand, en est le kapo. Wilhelm Brasse (prisonnier numéro 3444), Tadeusz Brodka (245), Eugeniusz Dembek (63764), Edward Josefsberg, Bronisław Jureczek (26672), Roman Karwat (5959), Leonid Koren (21953), Tadeusz Krzysica (120557), Tadeusz Myszkowski (593), Zdzisław Pazio (3078), Jozef Pysz (1420), Jozef Swiatloch (3529), Stanisław Tralka (660), Wladyslaw Wawrzyniak (9449) et Alfred Woycicki (39247) travaillent également pour ce service.

## Photographies

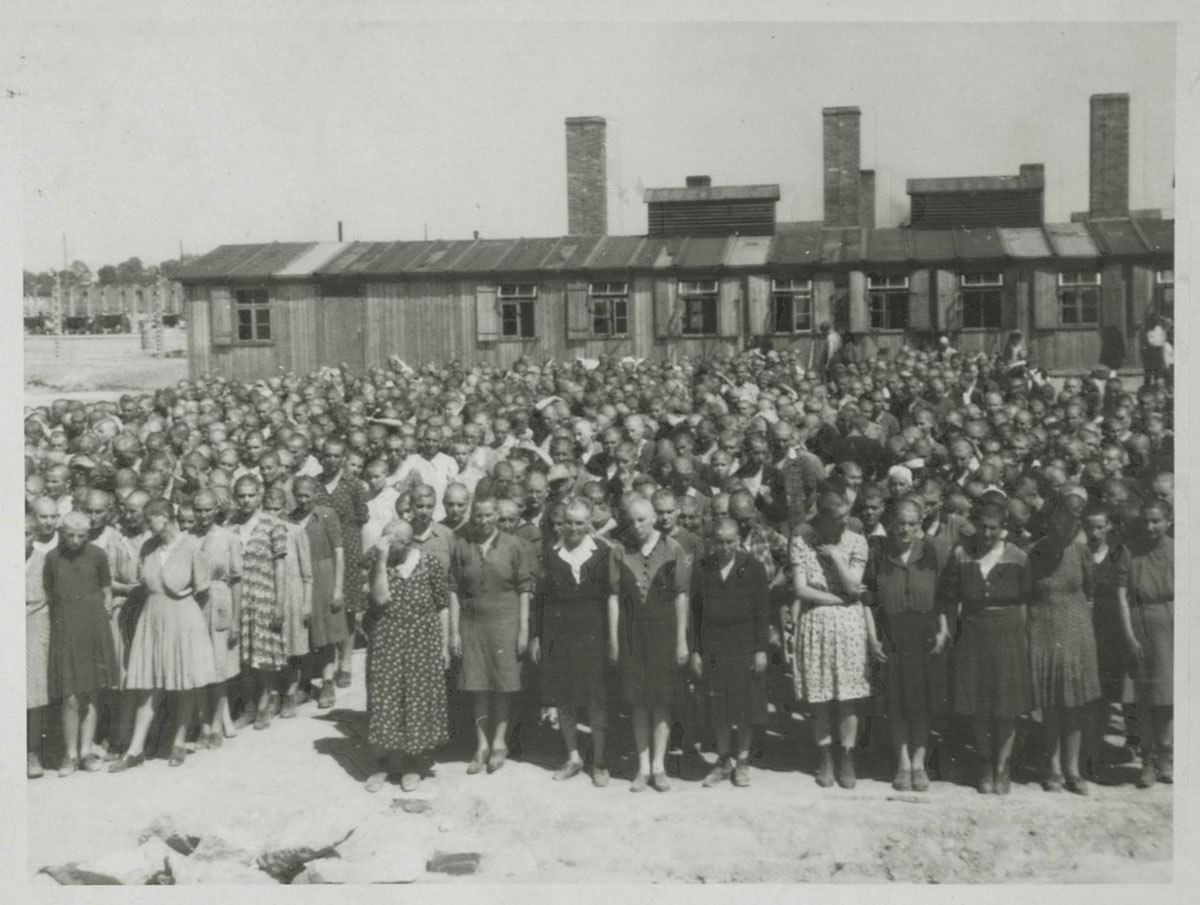
Camp des femmes, Auschwitz II, été 1944, une photographie de l'Album d'Auschwitz. Lili Jacob (A10862), qui a trouvé l'album dans le camp de concentration de Dora après la libération, est quatrième à gauche au premier plan dans la colonne de droite ,.

L'une des fonctions de l'Erkennungsdienst est de prendre trois photographies de chaque prisonnier nouvellement enregistré (certains prisonniers, non enregistrés, sont gazés dès leur arrivée) et de créer des papiers d'identité avec les empreintes digitales des prisonniers. Ces détails sont communiqués à la police en cas d'évasion. Si un prisonnier décède des suites d'une tentative d'évasion ou d'un suicide, le service d'identification prend des photographies du cadavre, qui sont ajoutées au dossier du prisonnier et transmises au SS-WVHA Office Group D, soit l'Inspection des camps de concentration. L'Erkennungsdienst photographie également des expériences médicales et des dignitaires en visite.
Les 17 et 18 juillet 1942, Walter ou Hofmann photographient ainsi Heinrich Himmler, Reichsführer des SS, lors d'une inspection du camp. Himmler assiste à un gazage de détenus dans son intégralité. Il inspecte aussi les entrepôts du Kanada et le camp des femmes, où il aurait demandé à voir une flagellation. À la fin de la visite, il promeut Rudolf Höss, le commandant du camp, au rang d'Obersturmbannführer.
En mai 1944, Richard Baer devient commandant d'Auschwitz, tandis que Höss est promu Standortältester (commandant de la garnison SS locale). De mai à août 1944, Walter et Hofmann photographient le trajet de Juifs déportés à Auschwitz II jusqu'à la chambre à gaz. Les 193 photographies sont devenues célèbres sous le nom d'album d'Auschwitz. Ce recueil est ensuite utilisé comme preuve dans les procès de Francfort (1963-1965), au cours desquels Walter témoigne d'abord qu'il n'avait pas pris ces photographies, avant de revenir sur ses propos. L'album est également utilisé comme preuve lors du procès d'Oskar Gröning à Lüneburg en Allemagne en 2015.

## Libération d'Auschwitz

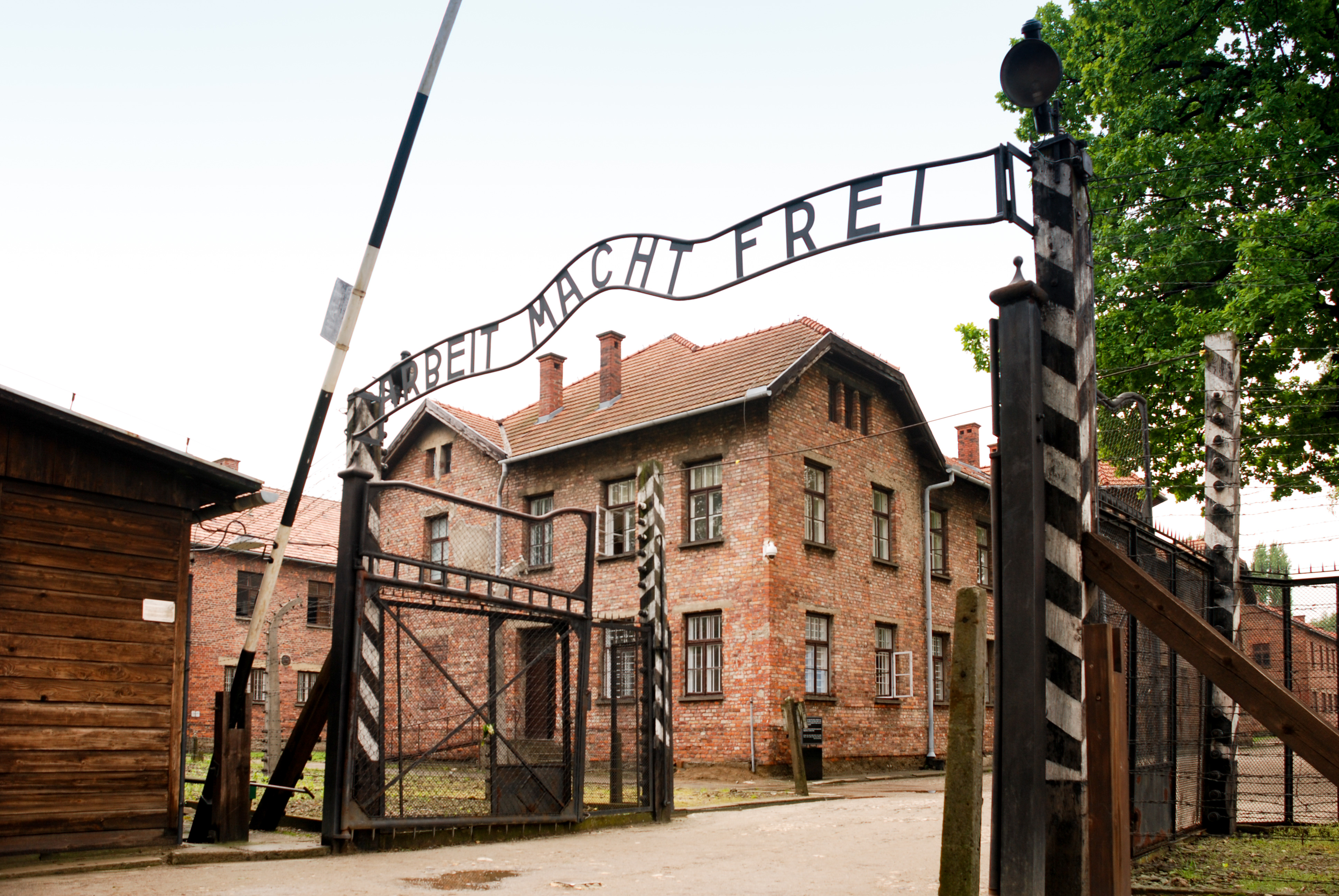
Auschwitz I en 2010

Alors que l'Armée rouge approche d'Auschwitz par l'est en janvier 1945, les SS ordonnent que le camp soit démantelé et abandonné. Des efforts sont faits pour détruire les preuves et des milliers de détenus sont envoyés dans une marche de la mort vers l'ouest. L'Erkennungsdienst reçoit l'ordre de détruire ses photographies.
Walter conserve cependant les photographies de l'album d'Auschwitz et les photographies de Heinrich Himmler. Selon Wilhelm Brasse, ce prisonnier affecté au service d'identification, Walter et Hofmann auraient emmené certaines images au camp de concentration de Gross-Rosen, y compris le film d'expériences médicales qu'ils avaient enregistrées pour l'un des médecins du camp, Josef Mengele. Walter ordonne à Brasse et à un autre prisonnier, Bronisław Jureczek, de brûler l'ensemble des images des prisonniers. Celui-ci témoigne ensuite :

« À la dernière minute, nous avons reçu l'ordre de brûler tous les négatifs et toutes les photographies de l'Erkennungsdienst. Nous avons d'abord mis du papier photographique humide et des photographies dans le poêle en faïence de l'atelier, puis une masse de photos et de négatifs. L'introduction d'une telle quantité de matériel dans le poêle a bloqué la fumée. Lorsque nous avons allumé le feu, nous étions sûrs que seule une partie des photos et des négatifs situés près des portes du poêle brûlerait, et que le feu s'éteindrait ensuite par manque d'air... J'ai délibérément dispersé un certain nombre de photos et de négatifs dans le studio pour donner une impression de précipitation. Je voyais bien que tout le monde était trop pressé lors de l'évacuation pour tout rassembler, et que quelque chose serait sauvé. »

Avant de quitter le camp le 18 janvier, Brasse et d'autres prisonniers cachent les négatifs dans le studio et barricadent la porte derrière eux. 38 916 photographies ont ainsi été sauvées. Après la libération du camp, les prisonniers apportent les images à la Croix-Rouge polonaise à Cracovie et, en 1947, elles sont ajoutées aux archives du musée d'État d'Auschwitz-Birkenau.